# Kim Tae-hui
Kim Tae-hui (koreanisch 김태희; * 7. September 2005) ist eine südkoreanische Leichtathletin, die sich auf den Hammerwurf spezialisiert hat. In dieser Disziplin ist sie aktuell Inhaberin des Landesrekordes.

## Sportliche Laufbahn
Erste internationale Erfahrungen sammelte Kim Tae-hui im Jahr 2022, als sie bei den U18-Asienmeisterschaften in Kuwait mit einer Weite von 59,24 m die Goldmedaille mit dem 3-kg-Hammer gewann. Im Jahr darauf gewann sie bei den U20-Asienmeisterschaften in Yecheon mit 59,97 m die Bronzemedaille und Ende September gewann sie bei den Asienspielen in Hangzhou mit 64,14 m die Bronzemedaille hinter den Chinesinnen Wang Zheng und Zhao Jie. 2024 gewann sie bei den U20-Asienmeisterschaften in Dubai mit 61,19 m die Bronzemedaille, ehe sie bei den U20-Weltmeisterschaften in Lima mit 60,49 m auf Rang zehn gelangte. Im Jahr darauf belegte sie bei den Asienmeisterschaften in Gumi mit 61,13 m den siebten Platz, ehe sie bei den World University Games in Bochum mit 61,93 m in der Vorrunde ausschied. 
In den Jahren 2024 und 2025 wurde Kim südkoreanische Meisterin im Hammerwurf.